# IPhone (первого поколения)
iPhone (ретроспективно называемый первым iPhone, iPhone 2G, оригинальный iPhone, iPhone 1G или iPhone 1) — сенсорный смартфон первого поколения iPhone, разработанный и продававшийся корпорацией Apple. Был представлен 9 января 2007 года после нескольких месяцев слухов. Поступил в продажу в США 29 июня 2007 года. Вторым поколением стал iPhone 3G, был анонсирован 9 июня 2008 года.
Первый iPhone больше не получает обновлений программного обеспечения от Apple, последней версией его прошивки была iPhone OS 3.1.3.

## История
Первая модель телефона, спроектированная и выпущенная компанией Apple.

### Прототипы
Главному управляющему компании Apple Стиву Джобсу выпала возможность использовать идею Finger Works [Multi-Touch] сенсорный экран для взаимодействия с компьютером без использования компьютерной мыши и клавиатуры. Когда он увидел пользовательский интерфейс прототипа, ему пришла вторая идея — реализовать технологию на мобильном телефоне. Все усилия были вложены в начавшийся в 2005 году проект под названием Project Purple 2.
Первый проект телефона, носивший кодовое название «Purple One», не был доведён до конца.
Следующим этапом для Apple стало принятие участия в создании мобильного телефона Motorola ROKR, вышедшего на рынок в сентябре 2005 года. Устройство позиционировалось как плеер, тесно интегрированный с проигрывателем iTunes. Интерфейс плеера в телефоне был создан Apple и напоминал интерфейс iPod. Однако, ввиду неудачного дизайна и слабой функциональности, телефон так и не получил широкого распространения и даже был назван провалом года.
Несмотря на отсутствие успеха с Motorola ROKR, уже в феврале 2005 года Стив Джобс начал переговоры о двухстороннем партнёрстве с сотовым оператором Cingular, заявив, что его компания способна и намеревается представить собственное устройство. Разработка iPhone проходила в обстановке строгой секретности. Инженеры, работавшие над различными частями (программной и аппаратной) продукта, не имели возможности общаться друг с другом. Для переговоров с Cingular представители Apple регистрировались под видом сотрудников партнёрской компании Infineon. Проект имел внутреннее название «Purple Two».

### Анонс
Первый iPhone был представлен Стивом Джобсом 9 января 2007 года на конференции Macworld Conference & Expo в Сан-Франциско. В своём выступлении Джобс сказал: «Я с нетерпением ждал этого в течение двух с половиной лет» и «сегодня Apple собирается переизобрести телефон». Джобс представил iPhone как сочетание трёх устройств: «широкоэкранный iPod с сенсорным управлением», «революционный мобильный телефон» и «прорывной интернет-коммуникатор».
iPhone начал продаваться 29 июня 2007 года в США, где тысячи людей, как сообщалось, выстроились в очереди за несколько дней до выпуска. Чтобы избежать повторения проблем с выпуском PlayStation 3, были наняты свободные сотрудники полиции для охраны магазинов в течение всей ночи. В четвёртом квартале 2007 года iPhone стал продаваться в Германии, Франции и Великобритании на эксклюзивных правах с операторами T-Mobile и O2. Почти все приложения, выпущенные после выпуска iOS 6 в конце сентября 2012 года, не работают на оригинальном iPhone, так как комплект для разработки программного обеспечения был изменен.

Внешний вид и особенности IPhone
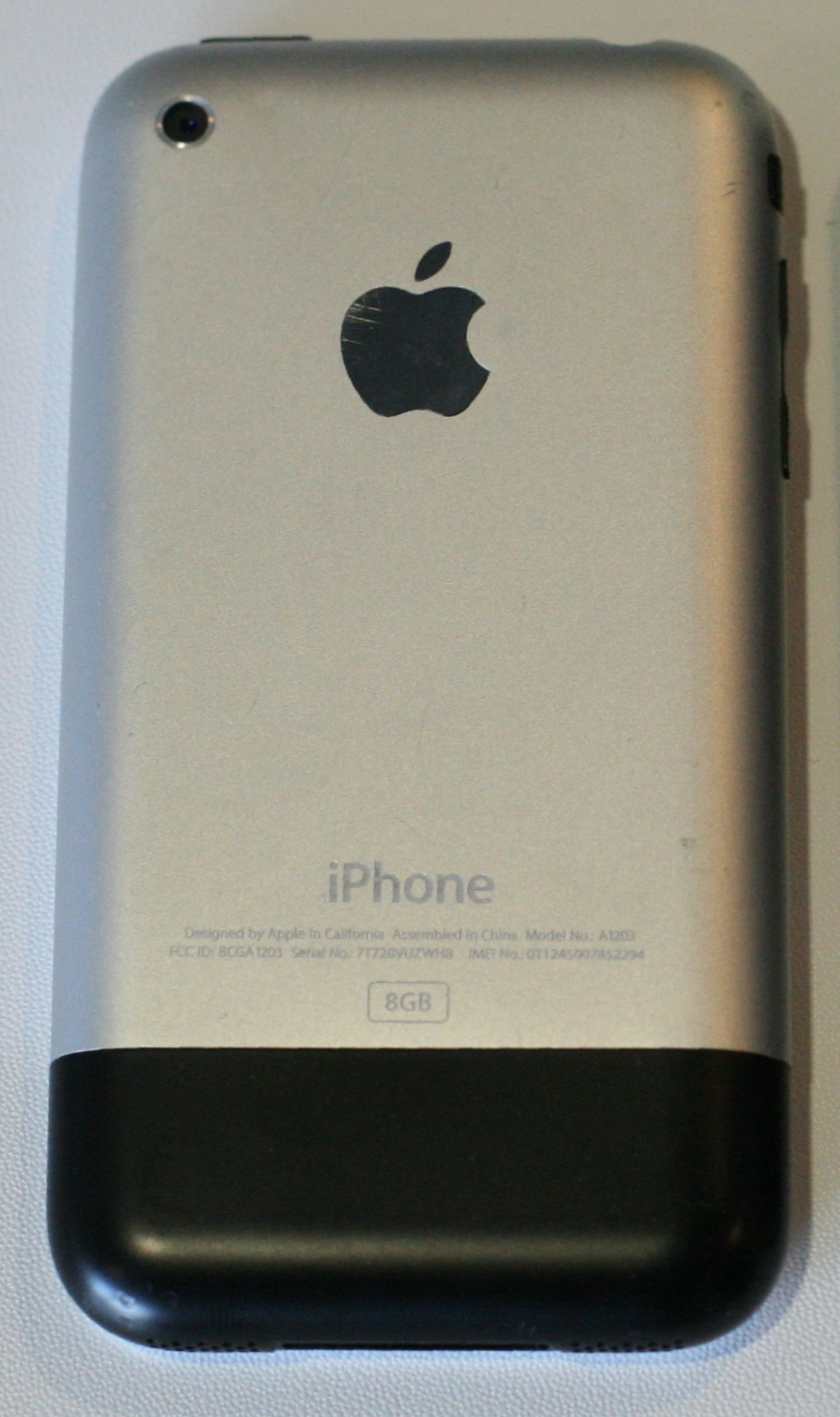
Комбинирование металла и пластика в корпусе смартфона
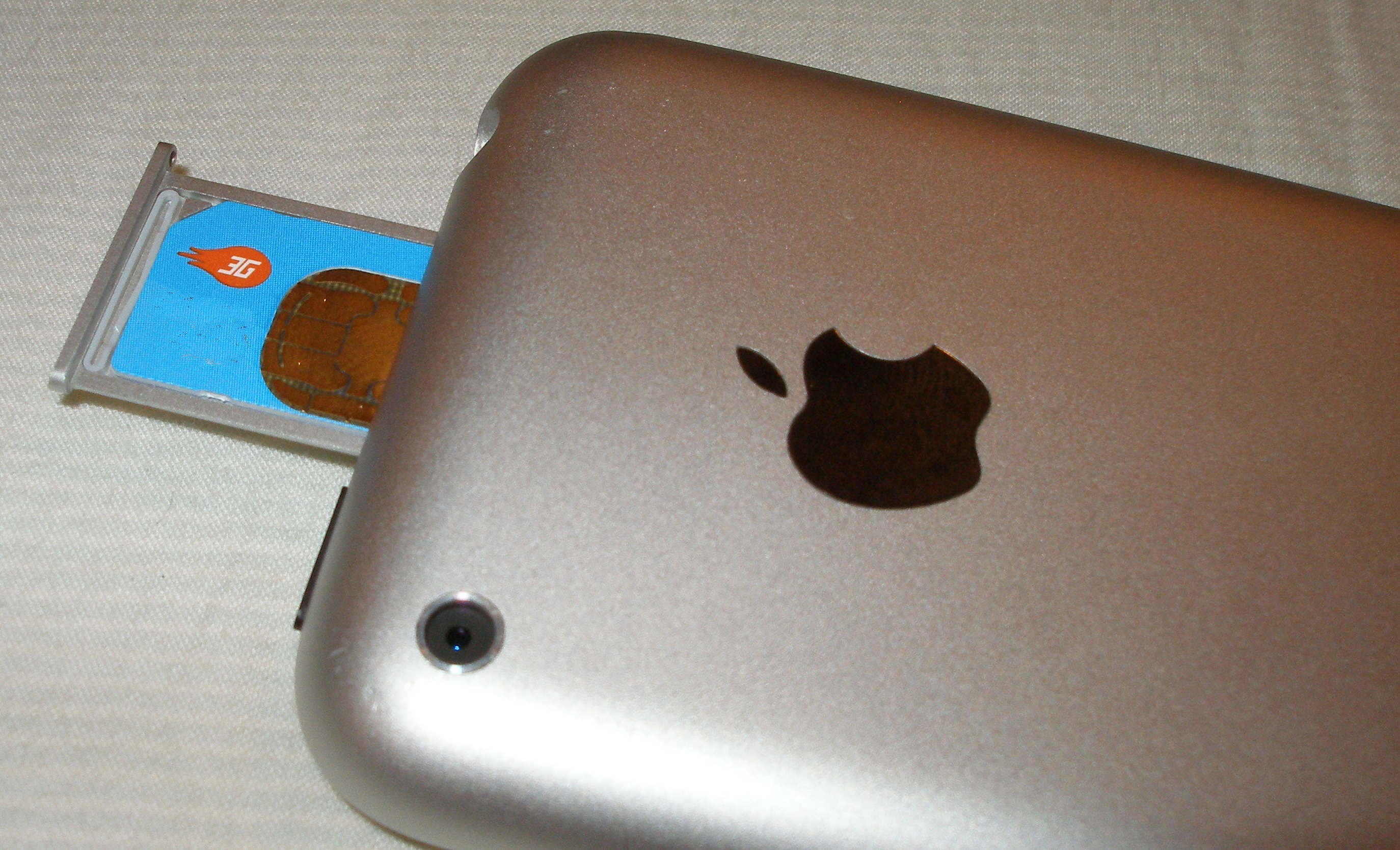
Слот для сим-карты в оригинальном iPhone
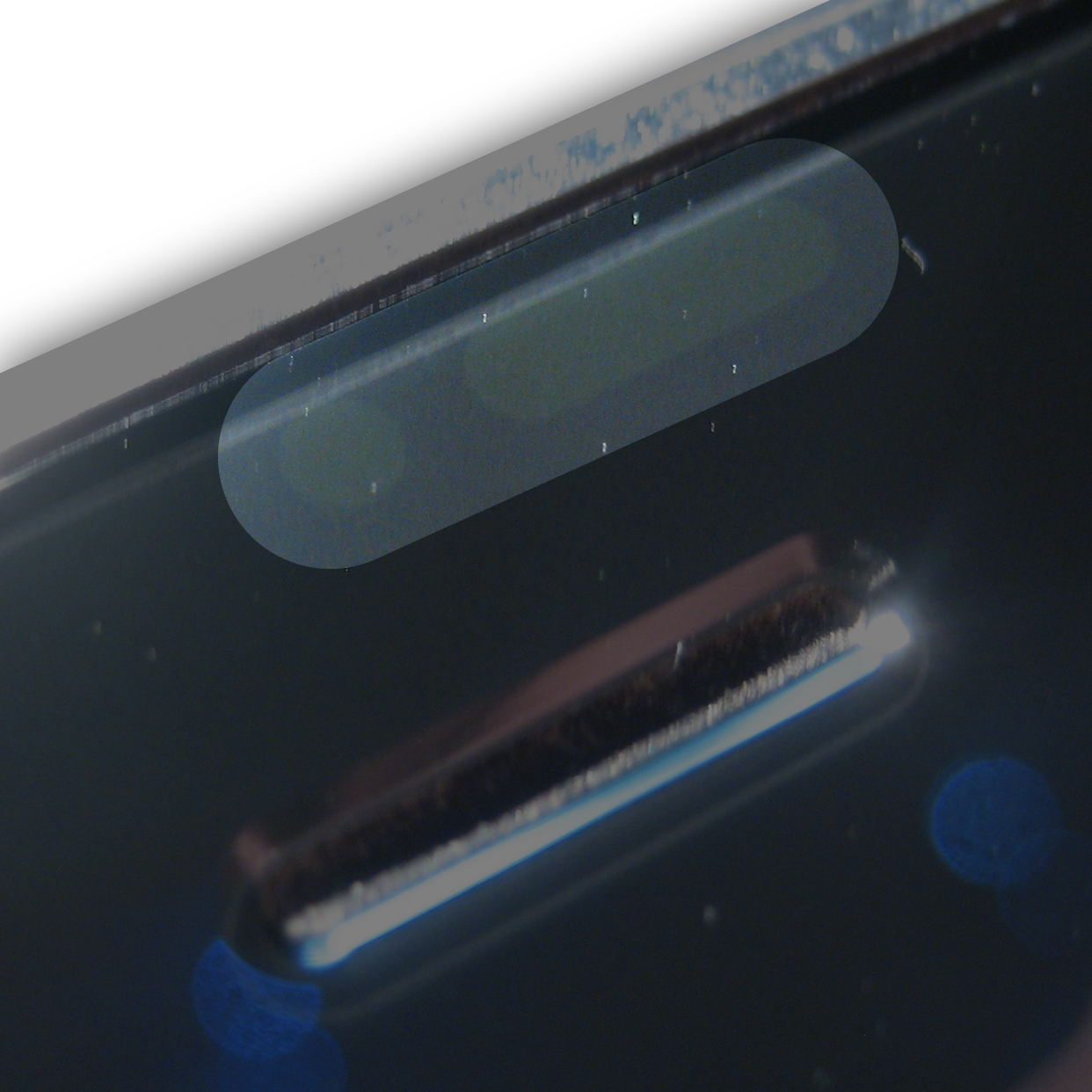
Вид на датчики освещённости
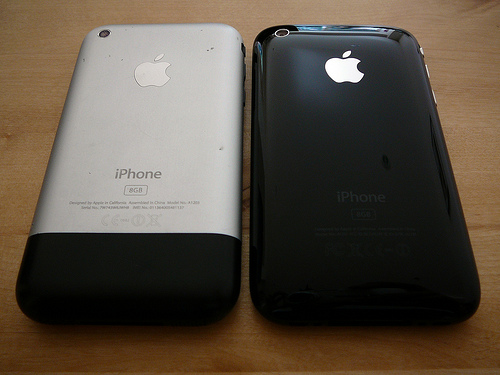
Сравнение iPhone и iPhone 3G

## Восприятие
Оригинальный iPhone получил в основном положительные отзывы.
The New York Times и The Wall Street Journal опубликовали позитивные, но осторожные обзоры iPhone первого поколения. Их основная критика касалась относительно низкой скорости сети AT&T 2.5G EDGE и неспособности телефона подключаться через 3G.
Обозреватель The Wall Street Journal Уолт Моссберг заключил, что «несмотря на некоторые недостатки и упущения, iPhone является, в конечном счёте, красивым и прорывным карманным компьютером».
Журнал Time назвал его изобретением 2007 года

## Скорость беспроводной связи
| Тип сотовой сети/беспроводной технологии | Класс       | Частоты, на которых работает сеть | Максимальная скорость Downlink (Mbps) | Максимальная скорость Uplink (Mbps) | Современность        |
| ---------------------------------------- | ----------- | --------------------------------- | ------------------------------------- | ----------------------------------- | -------------------- |
| GPRS                                     | 2G (2.5G)   | 850, 900, 1800, 1900 МГц          | 0,04                                  | Неизвестно                          | Технология устарела  |
| EDGE                                     | 2G (2.75G)  | 850, 900, 1800, 1900 МГц          | 0,38                                  | Неизвестно                          | Технология устарела  |
| Wi-Fi                                    | 802.11 b/g/ | 2,4 ГГц                           | 54,0                                  | 54,0                                | Технология актуальна |
| Bluetooth 2.0 + EDR                      | 802.15.4    | 2,4 ГГц                           | 3,0                                   | 3,0                                 | Технология актуальна |